# Rattus lugens
Rattus lugens — один з видів гризунів роду пацюків (Rattus).

## Поширення
Цей вид зустрічається на островах Сіберут, Сіпора, Пагай Утара і Пагай Селатан (архіпелаг Ментавай біля берегів південно-західної Суматри, Індонезія). Населяє тропічні вічнозелені ліси низовини.

## Морфологічні особливості
Великий гризун завдовжки 212—251 мм, хвіст — 193—231 мм, стопа — 37 — 44 мм і вухо — 20 — 26 мм.

## Зовнішність
Верхні частини сірувато-чорнуваті, боки темно-коричневі, а нижні — димно-сірі. Задня частина ніг коричнева. Вуха чорнуваті. Хвіст коротший за голову і тіло, рівномірно чорнуватий. У самиць є 2 пари грудних сосків і 3 пахових Підвид R.l.mentawi менший і легший.

## Загрози та охорона
Середовище проживання цього виду було сильно вирубане через заготівлю деревини і дров, перетворення на сільськогосподарські угіддя.